# Consejo de Navarra
El Consejo de Navarra es un órgano consultivo superior de la Comunidad Foral de Navarra (España) cuya función es asesorar al Gobierno de Navarra y velar por la observación y el cumplimiento de la Constitución Española, la Ley Orgánica de Reintegración y Amejoramiento del Régimen Foral de Navarra (LORAFNA) y el resto del ordenamiento jurídico. 
Fue creado en 1999 y está integrado por 5 miembros nombrados por el Parlamento de Navarra, entre juristas de reconocido prestigio y experiencia que tengan la condición política navarra. Sus miembros son nombrados para un periodo de 8 años y no podrán ser reelegidos.

## Composición
| Cargo                | Nombres                                                           |
| -------------------- | ----------------------------------------------------------------- |
| Presidenta           | Ana Clara Villanueva Latorre                                      |
| Consejero-secretario | Eduardo Santos Itoiz                                              |
| Consejeras/os        | - Rafael Lara González - Hugo López López - Inés Olaizola Nogales |